# Skuhrov (okres Beroun)
Obec Skuhrov (katastrální území Skuhrov pod Brdy) se nachází v okrese Beroun, kraj Středočeský, asi 12 km jihovýchodně od Berouna. Žije zde 597 obyvatel.

## Historie
První písemná zmínka o obci pochází z roku 1316.

### Územněsprávní začlenění
Dějiny územněsprávního začleňování zahrnují období od roku 1850 do současnosti. V chronologickém přehledu je uvedena územně administrativní příslušnost obce v roce, kdy ke změně došlo:
- 1850 země česká, kraj Praha, politický okres Smíchov, soudní okres Beroun[4]
- 1855 země česká, kraj Praha, soudní okres Beroun
- 1868 země česká, politický okres Hořovice, soudní okres Beroun
- 1936 země česká, politický i soudní okres Beroun[5]
- 1939 země česká, Oberlandrat Kolín, politický i soudní okres Beroun[6]
- 1942 země česká, Oberlandrat Praha, politický i soudní okres Beroun[7]
- 1945 země česká, správní i soudní okres Beroun[8]
- 1949 Pražský kraj, okres Beroun[9]
- 1960 Středočeský kraj, okres Beroun
- 2003 Středočeský kraj, okres Beroun, obec s rozšířenou působností Beroun

### Rok 1932
Ve vsi Skuhrov (přísl. Drahlovice, Hatě, Leč, 380 obyvatel) byly v roce 1932 evidovány tyto živnosti a obchody: 2 hostince, kovář, krejčí, řezník, sladovna, 2 obchody se smíšeným zbožím, 2 trafiky, velkostatkář Doubek.

## Doprava
Dopravní síť
- Pozemní komunikace – Obcí prochází silnice II/115 Jince – Hostomice – Skuhrov – Řevnice – Dobřichovice.
- Železnice – Okolo území obce prochází železniční Trať 172 Zadní Třebaň – Lochovice. Je to jednokolejná regionální trať, doprava byla zahájena roku 1901.

Veřejná doprava 2011
- Autobusová doprava – Z obce vedly autobusové linky např. do těchto cílů: Beroun, Hořovice, Hostomice, Králův Dvůr, Praha, Řevnice, Strašice, Zadní Třebaň, Žebrák (dopravce PROBO BUS, a. s.).
- Železniční doprava – Železniční zastávkou Skuhrov pod Brdy jezdilo v pracovních dnech 8 párů osobních vlaků, o víkendu 7 párů osobních vlaků.

## Části obce
Obec Skuhrov se skládá z pěti částí na dvou katastrálních územích:
- Skuhrov (k. ú. Skuhrov pod Brdy)
- Drahlovice (leží v k. ú. Skuhrov pod Brdy)
- Hatě (leží v k. ú. Skuhrov pod Brdy)
- Hodyně (k. ú. Hodyně u Skuhrova)
- Leč (leží v k. ú. Skuhrov pod Brdy, částí obce od 15. ledna 2002)[11]